# Spielfeld-Straß
Spielfeld-Straß (niem: Bahnhof Spielfeld-Straß) – stacja kolejowa w Spielfeld, w kraju związkowym Styria, w Austrii. Znajduje się przy granicy ze Słowenią.
Stacja znajduje się ponadto na Radkersburger Bahn, która obsługuje linię do Bad Radkersburg. Od 2007 roku stacja jest obsługiwana przez linie S-Bahn w Styrii S5 i S51.

## Położenie
Znajduje się w gminie Spielfeld, na prawym brzegu rzeki Mura i jest oddalona o 2,2 km o rzeczywistej granicy i 4,5 km od słoweńskiej stacji Šentilj. Inne gmina w nazwie stacji Straß in Steiermark znajduje się około 2 km na północ.
Stacja znajduje się na 257,9 km Südbahn (z Wiednia) oraz w km 615 km od Belgradu, 263 metrów n.p.m.
Spielfeld-Straß pomiędzy 1918, a przystąpieniem Słowenii do Układu z Schengen (grudzień 2007) była stacją graniczną, gdzie wszystkie pociągi międzynarodowe zatrzymywały ię do zmiany personelu lub kontroli paszportowej. Kontrole celne zniesione były już w maju 2004 roku.
| Spielfeld-Straß                     |  |                              |
| Linia Südbahn (257,915 km)          |  |                              |
| Ehrenhausenodległość: 3,967 km      |  |                              |
| Linia Radkersburger Bahn (0,000 km) |  |                              |
|                                     |  | Schwarza odległość: 3,800 km |